# Robert de Sterke
Robert de Sterke, ook Rutpert (ca. 820 - Brissarthe, 2 juli 866), was hertog in Neustrië. Zijn familie staat bekend als de Robertingen of Robertijnen en is naar hem genoemd. Zijn bijnaam "de Sterke" werd hem gegeven vanwege zijn militaire successen, vooral tegen de Vikingen.

## Leven en Loopbaan
Robert was een zoon van Robert van Worms en Waldrada van Orléans.
Robert was graaf van de Wormsgouw als opvolger van zijn broer Guntram. In 840 trok hij naar de omgeving van Orléans om de familiegoederen van zijn overleden moeder te gaan beheren. Als buitenstaander zou hij zich ontwikkelen tot een belangrijke medestander van Karel de Kale tegen de lokale aristocratie. Hij werd benoemd tot markgraaf van Neustrië, ter verdediging tegen Bretagne en de Vikingen.
In 852 werd Robert ook lekenabt van Marmoutier en een jaar later was hij als zendgraaf in Maine, Anjou en Touraine. In 855 werd hij benoemd tot hertog van het gebied tussen de Seine en de Loire. Toen Karel een jaar later zijn zoon Lodewijk de Stamelaar tot onderkoning in Neustrië benoemde, betekende dat een gevoelig verlies voor Robert. Karel compenseerde hem met de graafschappen Autun en Nevers. In 857 verdedigde Robert Autun tegen Lodewijk de Duitser, die probeerde te profiteren van het overlijden van Lotharius I.
Robert gaf in 858 leiding aan een coalitie van edelen uit Bretagne en Neustrië die Lodewijk de Duitser vroeg om koning van West-Francië te worden. Deze poging mislukte echter. Robert wist zich op tijd weer te verzoenen met Karel en werd in 861 beloond met het graafschap Anjou. Toen Lodewijk de Stamelaar in 862 in opstand kwam tegen zijn vader, bleef Robert trouw aan Karel. Hij vocht tegen Lodewijk en tegen zijn bondgenoten: hertog Salomon van Bretagne en Pepijn II van Aquitanië. Zowel Robert als Salomon huurden Vikingen in om hun legers te versterken. Deze gevechten bleven de volgende jaren voortduren. Ook moest Robert in 863 wederom Autun verdedigen tegen Lodewijk de Duitser, die nu probeerde te profiteren van de dood van Karel van Provence.
In 866 kwam Robert in actie tegen een inval van de Vikingen. De Vikingen verschansten zich in een kerk in Brissarthe. Omdat Robert dacht dat er een pauze in de gevechten was, trok hij zijn zware wapenrusting uit. Toen de Vikingen een snelle uitval deden was hij onbeschermd en kon makkelijk worden gedood.

## Familie en nakomelingen
De naam van de vrouw van Robert is niet overgeleverd uit historische bronnen. Vaak wordt Adelheid (geb. ca. 820) genoemd, dochter van Hugo van Tours en weduwe van Koenraad I van Auxerre (overleden in 862). Aangezien Robert al kinderen had in 862, zou Adelheid zijn tweede vrouw zijn geweest. Adelheid moet in 862 al ouder zijn geweest dan 40, en zou toch nog twee kinderen met Robert hebben gekregen. De Franse genealoog Christian Settipani heeft vastgesteld dat de bron van de identificatie van Roberts vrouw teruggaat tot het onbetrouwbare twaalfde-eeuwse werk Chronicle of Saint-Benigne de Dijon die een samenvoeging bevat van Alberic of Trois-Fontaines. Het werk Europaische Stammtafeln identificeert Roberts vrouw als ene Agane.
Kinderen uit het mogelijke eerste huwelijk met Agane:
- zoon, erft het bezit in Bourgondië (866)
- Richildis, getrouwd met Theobald graaf van Tours.

Kinderen die Adelheid als moeder zouden hebben:
- Odo (865-898)
- Robert (866-923)

Volgens Foundation for Medieval Genealogy zijn deze zoons vermoedelijk voor 862 geboren. Odo en Robert werden allebei koning van West-Francië.

## Voorouders
| Voorouders van Robert de Sterke | Voorouders van Robert de Sterke                           | Voorouders van Robert de Sterke                           | Voorouders van Robert de Sterke                           | Voorouders van Robert de Sterke                           | Voorouders van Robert de Sterke                             | Voorouders van Robert de Sterke                             | Voorouders van Robert de Sterke                             | Voorouders van Robert de Sterke                             |
| ------------------------------- | --------------------------------------------------------- | --------------------------------------------------------- | --------------------------------------------------------- | --------------------------------------------------------- | ----------------------------------------------------------- | ----------------------------------------------------------- | ----------------------------------------------------------- | ----------------------------------------------------------- |
| Overgrootouders                 | Thuringbert van Haspengouw (-) ∞ ? (-)                    | Thuringbert van Haspengouw (-) ∞ ? (-)                    | ? (-) ∞ ? (-)                                             | ? (-) ∞ ? (-)                                             | Gerold van Vintzgouw (740–799) ∞ Imma (-)                   | Gerold van Vintzgouw (740–799) ∞ Imma (-)                   | ? (–) ∞ ? (-)                                               | ? (–) ∞ ? (-)                                               |
| Grootouders                     | Robert II van Haspengouw (765-807) ∞ Theoderata (770-789) | Robert II van Haspengouw (765-807) ∞ Theoderata (770-789) | Robert II van Haspengouw (765-807) ∞ Theoderata (770-789) | Robert II van Haspengouw (765-807) ∞ Theoderata (770-789) | Hadrianus van Orléans (760-821) ∞ Waldrada van Hornbach (-) | Hadrianus van Orléans (760-821) ∞ Waldrada van Hornbach (-) | Hadrianus van Orléans (760-821) ∞ Waldrada van Hornbach (-) | Hadrianus van Orléans (760-821) ∞ Waldrada van Hornbach (-) |
| Ouders                          | Robert van Worms (790-834) ∞ Waldrada van Orléans (-)     | Robert van Worms (790-834) ∞ Waldrada van Orléans (-)     | Robert van Worms (790-834) ∞ Waldrada van Orléans (-)     | Robert van Worms (790-834) ∞ Waldrada van Orléans (-)     | Robert van Worms (790-834) ∞ Waldrada van Orléans (-)       | Robert van Worms (790-834) ∞ Waldrada van Orléans (-)       | Robert van Worms (790-834) ∞ Waldrada van Orléans (-)       | Robert van Worms (790-834) ∞ Waldrada van Orléans (-)       |
| Robert de Sterke (820-866)      |                                                           |                                                           |                                                           |                                                           |                                                             |                                                             |                                                             |                                                             |